# リリ・ラインハート
リリ・ラインハート (Lili Reinhart、1996年9月13日 - )は、アメリカ合衆国の女優。

## 略歴
オハイオ州のクリーヴランドで生まれる。ニューヨークでオーディションをうけたあと、18歳でロサンゼルスに移る。
複数の映画の出演を経て2017年から放映が始まったテレビドラマの『リバーデイル』でよく知られるようになる。
2020年6月、バイセクシャルである事をカミングアウトした。

## 出演作品

### 映画
- キングス・オブ・サマー The Kings of Summer (2013年)
- グッド・ネイバー The Good Neighbor (2016年)
- マイ・ビューティフル・デイズ Miss Stevens (2016年)
- ガルヴェストン Galveston (2018年)
- ハスラーズ Hustlers (2019年)
- チャーリーズ・エンジェル Charlie's Angel (2019年) エンジェル候補生
- ケミカル・ハーツ Chemical Hearts (2020年) ※兼製作総指揮

### テレビドラマ
- リバーデイル Riverdale (2017年-)